# Niebla del Riachuelo
Niebla del Riachuelo es un tango argentino de 1937. Su letra pertenece al poeta y escritor Enrique Cadícamo y su música al pianista y compositor Juan Carlos Cobián.
El tema fue compuesto por pedido del director de cine Luis Saslavsky, porque necesitaba una canción que encajara en su película La fuga y le sentara bien a Tita Merello, la gran protagonista, para que ella lo cantara por primera vez.
Tras el estreno del film, el 28 de julio de 1937, con éxito de taquilla y críticas positivas de la prensa, el tango Niebla del Riachuelo empezó a ser uno de los más codiciados por las orquestas típicas y los cantores de tango de la época.
Además de por la propia Tita Merello, luego sería grabado por Edmundo Rivero, Roberto Goyeneche, Susana Rinaldi y Adriana Varela, entre otros.
La canción también tiene un rol importante en la película Puan de 2023.

## Letra
La letra es de estilo poético y trata sobre el desamor y su distancia en el tiempo, comparándolo con el turbio fondeadero en medio de la niebla, donde terminan los barcos que ya no navegarán.
(...) Sueña, marinero, con tu viejo bergantín,
bebe tus nostalgias en el sordo cafetín...
Llueve sobre el puerto, mientras tanto mi canción;
llueve lentamente sobre tu desolación...
Anclas que ya nunca, nunca más, han de levar,
bordas de lanchones sin amarras que soltar...
Triste caravana sin destino ni ilusión,
como un barco preso en la botella del figón... (...)